# 252 East 57th Street
252 East 57th Street är en skyskrapa som ligger inom stadsdelen Billionaires' Row på Manhattan i New York, New York i USA.
Byggnaden uppfördes mellan 2013 och 2017 som en fastighet för bostäder. Den är 217 meter hög och har 65 våningar.